# Estación de Hakata
Hakata (博多駅 Hakata-eki?) es una estación de tren en Hakata-ku, Fukuoka, Japón. Es la estación más grande y de mayor volumen de pasajeros de Kyushu y la estación terminal de la línea Sanyo Shinkansen, que conecta a la ciudad con Osaka.
La estación fue reconstruida en 2011, cuando se derribó el edificio principal y se lo reemplazó por uno nuevo de mayor tamaño, al que se anexaron oficinas y más plataformas. El proyecto de reconstrucción se llevó a cabo para permitir la extensión de la línea Kyushu Shinkansen de Hakata a la estación de Shin-Yatsushiro, que continúa hacia el sur hacia la estación de Kagoshima-Chūō. El nuevo edificio alberga a la tienda de departamentos Hankyu y a otros centros comerciales como Tokyu Hands.

## Líneas
- Kyushu Railway Company (JR Kyushu)
  - Línea Fukuhoku-Yutaka
  - Línea principal Kagoshima
  - Kyushu Shinkansen
- West Japan Railway Company (JR West)
  - Sanyo Shinkansen
  - Línea Hakata-Minami
- Metro de Fukuoka
  - Línea Kūkō
  - Línea Nanakuma (en construcción)

## Historia

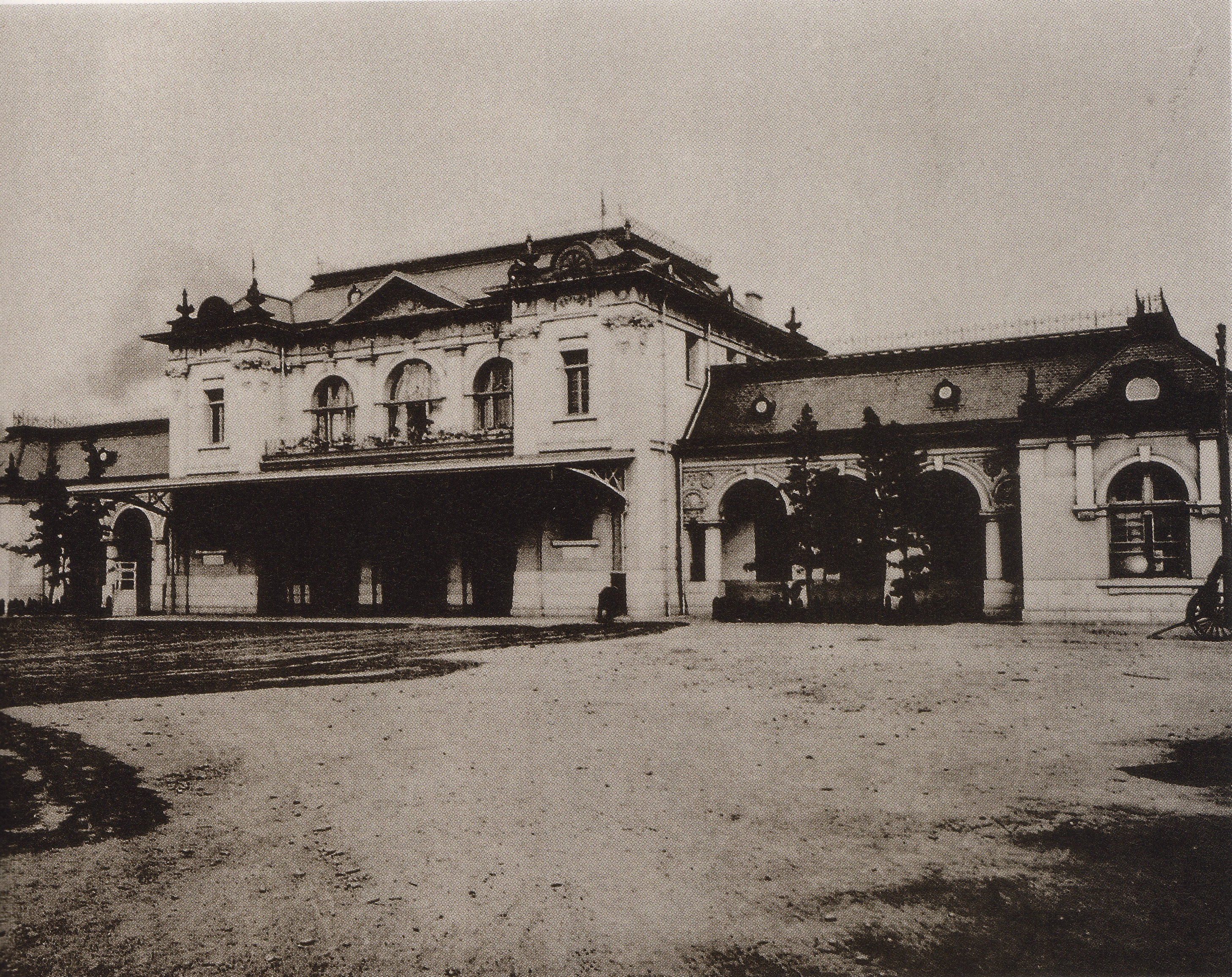
Edificio de la estación de Hakata, circa 1909.

El 11 de diciembre de 1889, se inauguró la estación de Hakata. El edificio original estaba ubicado seiscientos metros al norte de la posición actual.
El 1 de diciembre de 1963, la estación se reconstruyó por encima del nivel de la calle. Doce años después, el 10 de marzo de 1975, la línea Sanyo Shinkansen comenzó a operar en Hakata.
El 22 de marzo de 1983, se inauguró la estación temporal del Metro de Fukuoka, que sería reemplazada el 3 de marzo de 1985 por la estación actual.
El 3 de marzo de 2011, la estación antigua se reemplazó por la estación JR Hakata City, para dar paso a la línea Kyushu Shinkansen, que comenzó a operar el 12 de marzo del mismo año.